# تشبينلو
تشبينلو هي قرية في مقاطعة مراغة، إيران. عدد سكان هذه القرية هو 224 في سنة 2006.